# Кампо-де-Бельчите

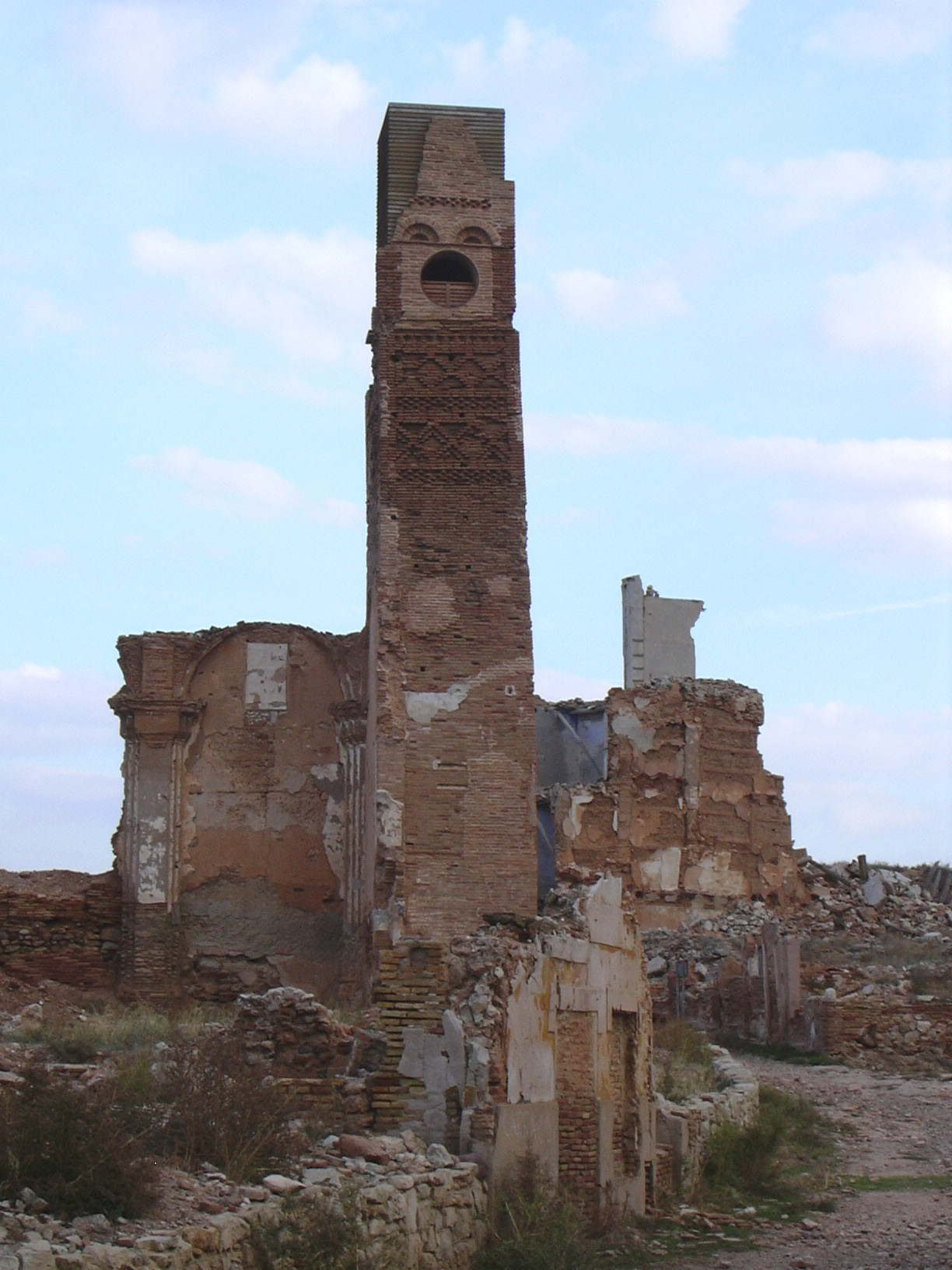
Руины старой деревни Бельчите

Кампо-де-Бельчите (исп. Campo de Belchite, араг. Campo de Belchit) — район (комарка) в Испании, входит в провинцию Сарагоса в составе автономного сообщества Арагон.  Расположена  между Иберийскими горами и долиной реки Эбро. Столица и крупнейшие город — Бельчите, с  населением 1647 человек.
Некоторые области Кампо-де-Бельчите являются частью исторического региона Нижний Арагон.
Этот район был местом ожесточенных сражений во время гражданской войны в Испании (1936–1939) между фашистскими войсками, поддерживавшими генерала Франко, и лояльными испанскими республиканскими армиями.

## Муниципалитеты
1. Бельчите
2. Альмочуэль
3. Альмонасид-де-ла-Куба
4. Асуара
5. Кодо
6. Фуэндетодос
7. Лагата
8. Лесера
9. Летукс
10. Монева
11. Моюэла
12. Пленас
13. Пуэбла-де-Альбортон
14. Сампер-дель-Сальс
15. Вальмадрид